# Oreochromis mossambicus
Espèce
Statut de conservation UICN

 VU  : Vulnérable
Synonymes
- Chromis dumerilii Steindachner, 1864
- Chromis natalensis Weber, 1897
- Chromis vorax Pfeffer, 1893
- Sarotherodon mossambicus (Peters, 1852)
- Tilapia arnoldi Gilchrist & Thompson, 1917
- Tilapia mossambica (Peters, 1852)

Le Tilapia du Mozambique (Oreochromis mossambicus) est une espèce du genre Oreochromis. C'est une espèce de poissons de la famille des Cichlidae, appartenant au groupe des tilapias. Ce tilapia est nommé aussi parfois tilapia de Java ou tilapia noir et en créole lapia ou tilapya . C'est un poisson endémique de l'Afrique où il a été introduit dans de nombreux cours d'eau et rivières, souvent pour occuper une niche vide ou bien pour l'alimentation des populations locales.
Espèce envahissante, le tilapia du Mozambique Oreochromis mossambicus a contribué, au même titre que la perche du Nil Lates niloticus, mais à moindre échelle, à la disparition d'espèces autochtones.

## Alimentation
Dans son milieu, Oreochromis mossambicus se nourrit de différents types de nourriture selon sa localité géographique, suivant l'habitat et la niche écologique qu'il peuple.

## Utilisation par l'homme
Le tilapia est robuste, facile à élever et sa chair appréciée. Il est donc l'objet d'aquaculture dans diverses régions tropicales et subtropicales à travers le monde mais des spécimens élevés à l'origine en vivier ont été introduits volontairement ou accidentellement dans les rivières et les fleuves. En 1939, quelques spécimens alors appelés Ikan Mudjair ou poissons de Mudjair sont découverts près de Pak Mudjair dans l'est de l'île de Java : on ignore comment ils sont arrivés là ; en 1943, des tilapia du Mozambique sont introduits en Indonésie et en Malaisie ; en 1949, des spécimens malais sont pêchés aux Antilles ; en 1951, d'autres spécimens malais sont capturés à Ceylan puis introduits en Inde et au Pakistan ; en 1954, on trouve des tilapias du Mozambique au Japon ; en 1955, des spécimens à l'origine élevés en Thaïlande depuis 1944 sont introduits en Égypte ; on trouve ensuite le tilapia du Mozambique dans les années 1980 en Floride et au Texas. C'est actuellement, au XXIe siècle, une des espèces envahissantes les plus nuisibles à la biodiversité.
Cependant, Oreochromis mossambicus figure sur la liste des espèces de l'IUNC et donc à maintenir dans les meilleures conditions possibles, pour la reproduire et de la diffuser sans menacer les individus et populations sauvages.

## Maintenance en aquarium
Oreochromis mossambicus est une espèce agréable à maintenir en aquarium à condition qu'elle soit hébergée dans des bacs suffisamment spacieux (400 ou 500 litres) et en compagnie d'espèces ayant le même type de comportement. C'est une espèce territoriale, principalement pendant la reproduction. En aquarium, c'est une espèce qui accepte à peu près tous types de nourritures fraîches ou sèches. Il se maintient à des températures comprises entre 16 et 26 degrés C, mais préfère vivre dans une eau aux alentours des 20 degrés.

## Galerie

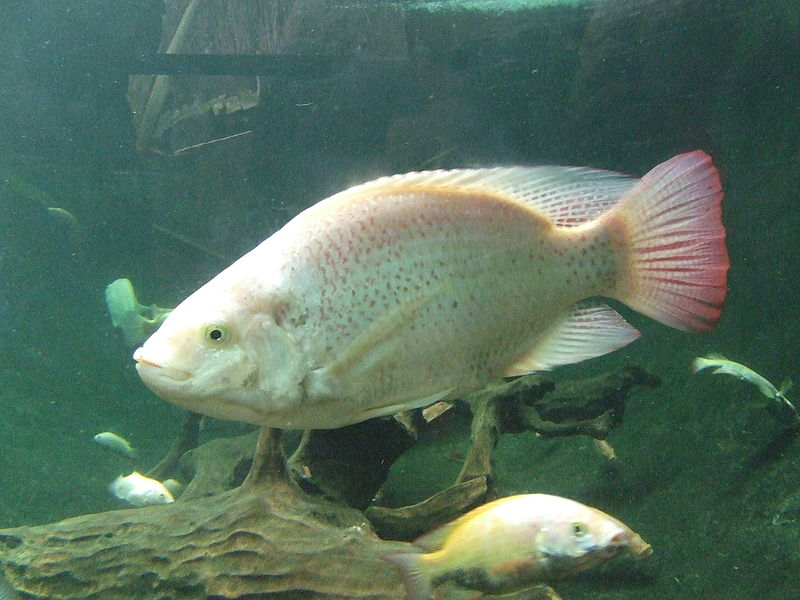
Variétés blanche
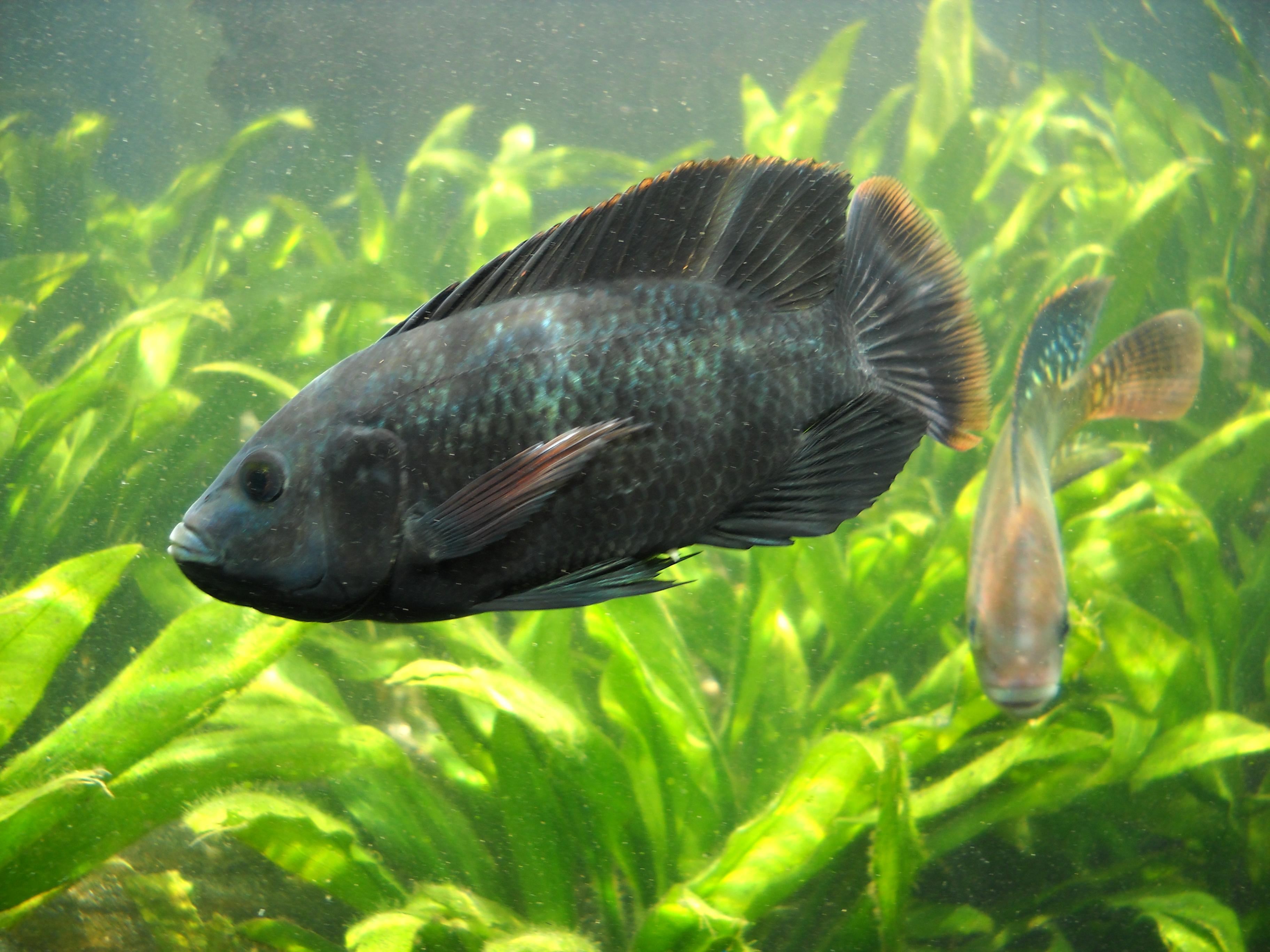
Variété noire
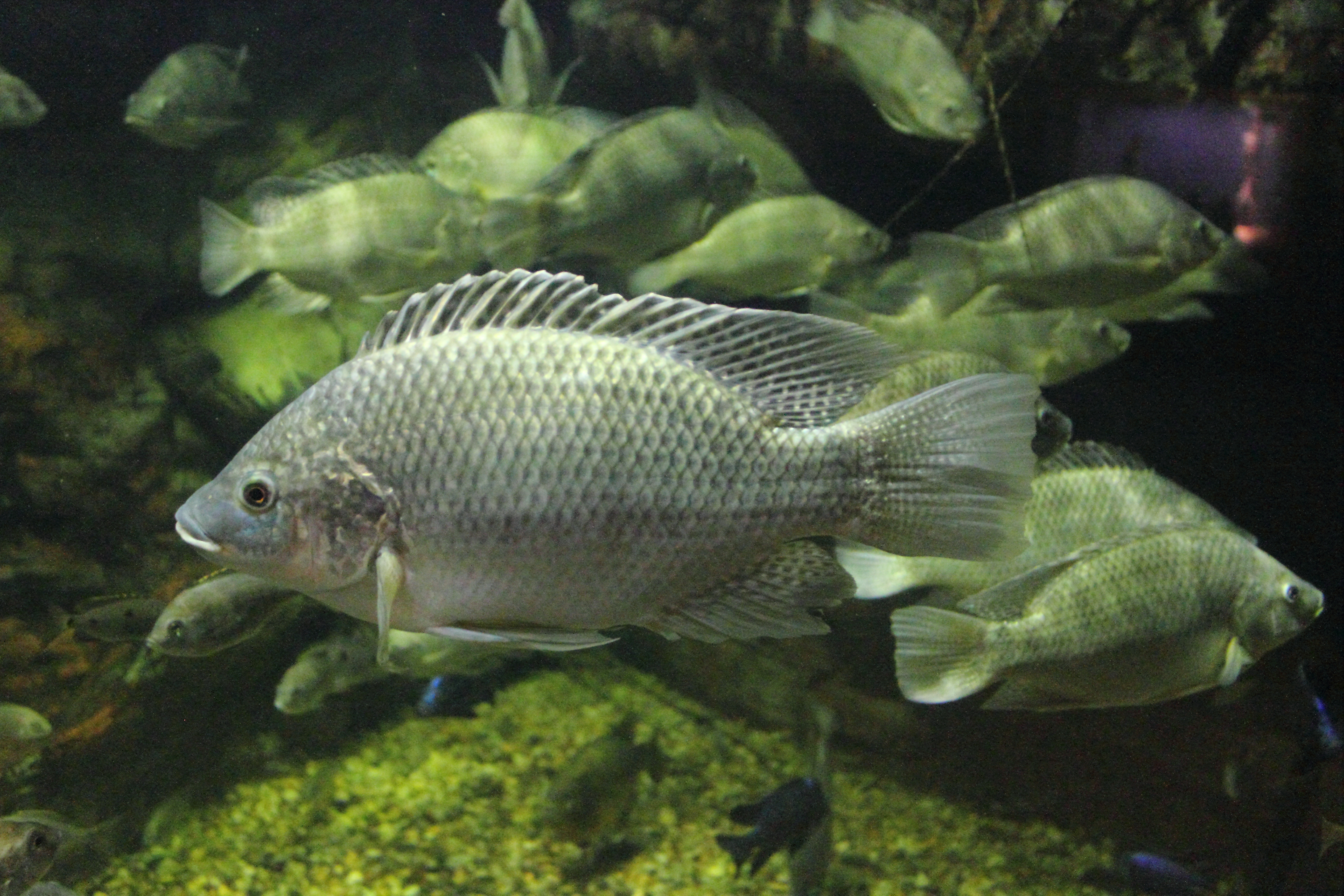
Variété de pisciculture/alimentaire (type sauvage)
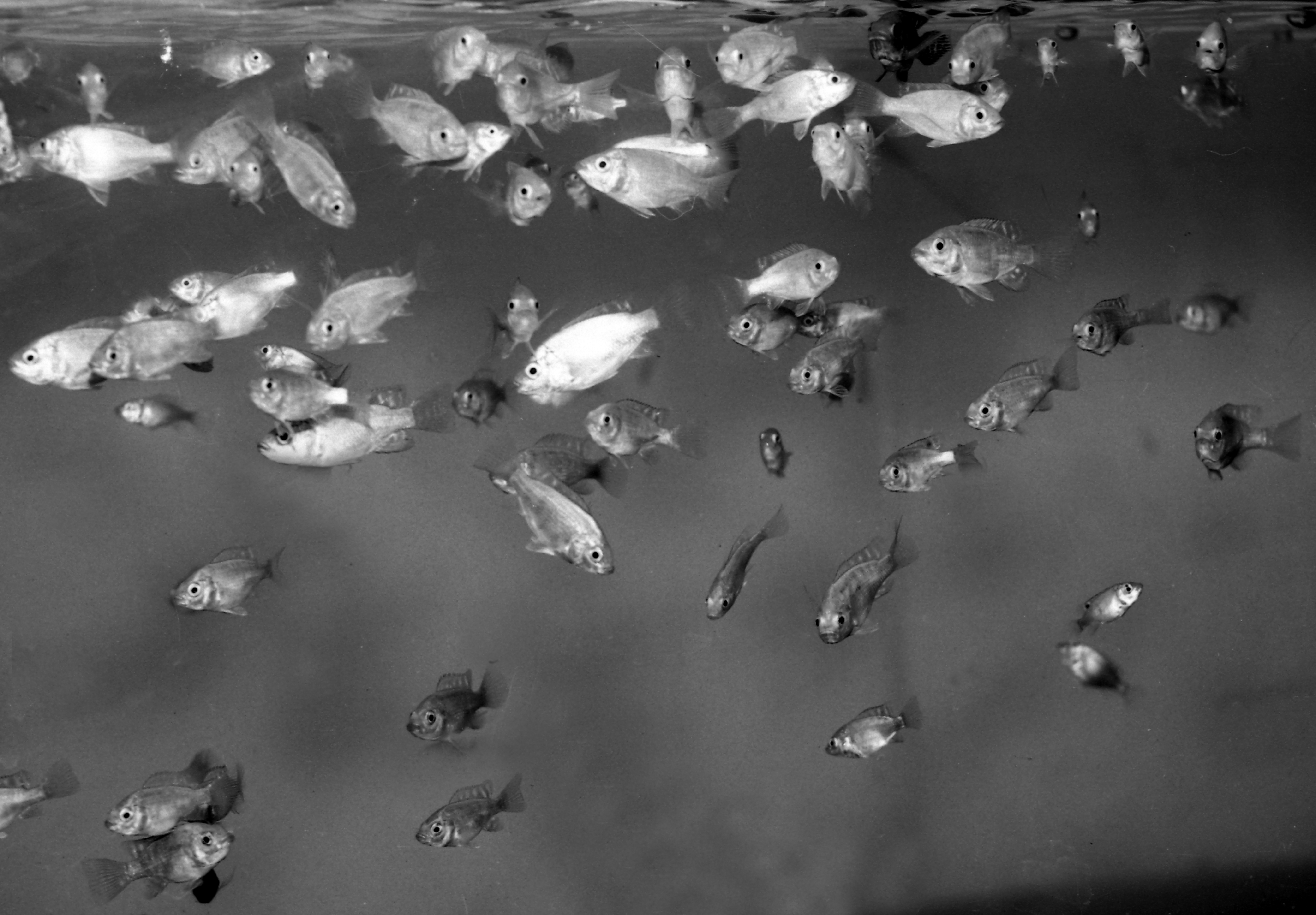
jeunes